# Alexis Arias
Pour les articles homonymes, voir Arias.
Alexis Arias Tuesta, né à Callao au Pérou le 13 décembre 1995, est un footballeur péruvien jouant au poste de milieu de terrain.

## Biographie

### Carrière en club
Surnommé Chaca Arias, Alexis Arias est formé à l'Esther Grande de Bentín avant de rejoindre les rangs du FBC Melgar d'Arequipa où il fait ses débuts en 2014. Champion du Pérou avec le FBC Melgar en 2015, il sera vice-champion en 2016 et 2022.
Joueur majeur du FBC Melgar, il compte plus de 300 matchs avec ce club. Il a en outre disputé 26 et 27 matchs de Copa Libertadores et Copa Sudamericana, respectivement (un but marqué dans chaque compétition). 

### Carrière en équipe nationale
International péruvien depuis 2019, Alexis Arias a notamment disputé la Copa América 2021 au Brésil. Il compte cinq matchs en équipe du Pérou sans avoir inscrit de but.

## Palmarès
FBC Melgar
- Championnat du Pérou (1) :
  - Champion : 2015.
  - Vice-champion : 2016 et 2022.